# 特里巴诺
特里巴诺（義大利語：Tribano），是意大利威尼托大区帕多瓦省的一个市镇。总面积19.26平方公里，人口4471人，人口密度232.1人/平方公里（2009年）。国家统计（ISTAT）代码为028094。